# Arevik (Shirak)
Pour l’article homonyme, voir Arevik.
Arevik (en arménien Արևիկ) est une communauté rurale du marz de Shirak en Arménie. En 2008, elle compte 1 693 habitants.

## Population
Variation de la population d'Arevik
| Année      | 1831 | 1873 | 1914 | 1922 | 1959 | 1970 | 1979 | 1989 | 2001 | 2004 |
| Population | 159  | 625  | 1232 | 1498 | 1489 | 1532 | 1455 | 1908 | 1749 | 1652 |

## Économie
La population travaille dans la culture du grain, de la betterave à sucre, du potager, de l'élevage, de l'horticulture et de l'apiculture.

### Bâtiments historiques et culturels
Arevik a une église catholique nommée Saint-Grégoire